# Caspar Herman Hausmann
Caspar Herman Hausmann (10. januar 1653 i Segeberg – 9. september 1718 i Christiania) var en dansk-norsk officer, far til Frederik Ferdinand Hausmann.

## Den Skånske Krig
Han var en søn af etatsråd, amtmand Daniel Hausmann og Margrethe Pape, der senere blev adlet med navnet baronesse Løvendal, fordi hun havde været Frederik III's frille og var moder til Ulrik Frederik Gyldenløve; Hausmann var således en halvbroder til denne indflydelsesrige kongesøn. Hausmann deltog som ung mand i Den Skånske Fejde: 1675 som kaptajn i Oertzens Dragonregiment, 1677 som major og 1678 som oberstløjtnant og chef for den dragoneskadron, som han oprettede og førte under krigen, i hvilken han blev såret ved Rügens erobring (september 1678). 1679 var han en tid kommandant i Apen. Efter krigen blev hans eskadron indlemmet i Oldenborgske Infanteriregiment, hvori han selv 1680 blev ansat som chef for 4. kompagni, men samme år blev han forflyttet til Akershuses Regiment, og han tilbragte nu resten af sit liv i Norge. 1681 blev han oberst og chef for regimentet. Hans nære forhold til statholderen har vel ikke været uden indflydelse på, at han i en alder af 28 år nåede så høj en stilling. Gyldenløve og han oprettede 1687 og 1688 to hvervede regimenter i Norge.
1696 blev Hausmann brigadér og førte sit hvervede – senere søndenfjeldske – regiment til Holsten, hvorfra det dog allerede i december vendte tilbage til Norge.

## Den Store Nordiske Krig
1703 blev han generalmajor og regnedes på den tid til den norske armés dygtigste førere. Det var især ham, som, da Den Store Nordiske Krig udbrød, søgte at formå de højstbefalende til en kraftigere krigsførelse. Da Woldemar Løvendal fik overkommandoen i juli 1710, blev der taget dygtigere fat, men indmarchen i Sverige, til hvis gennemførelse Hausmann fik Kommandoen over et flyvende korps, blev dog, ifølge en kgl. ordre, ikke til noget dette år, lige så lidt som det længe forberedte angreb på Båhus Len blev gennemført 1711. Hausmann var den eneste i krigsrådet, som tilrådede det. Overgeneralen omtaler ham som tjenstivrig og fyrig, men alt for dumdristig i sine foretagender. 1709 blev han Ridder af Dannebrog, 1711 generalløjtnant og medlem af Slotsloven på Akershus. Da Løvendal, misfornøjet med forholdene, nedlagde kommandoen og rejste til udlandet, blev Hausmann 30. april 1712 kommanderende general i Norge. Han udviklede stor kraft og energi i sin høje stilling og forstod at bringe plan og orden i de norske hærforhold. Krigen ulmede stadig og truede mere og mere med at slå ud i flamme på den norske grænse, men i slutningen af 1715 var alt i stand til landets forsvar med de ringe midler, der forefandtes. Hausmann var fuld af iver og længsel efter at måle kræfter med Carl XII, da han i januar 1716 blev afskediget fra sin stilling og udnævnt til gehejmeråd (8. februar). Der fortælles meget om årsagerne til dette skridt imod ham, men den ene er tilstrækkelig, at kongen ikke havde den fornødne tillid til hans evner som overgeneral under de truende, farefulde forhold.
Hausmann døde i Christiania 9. september 1718. Han blev o. 1681 gift med Karen Toller (1662-1742), datter af assessor og assistensråd Niels Toller og Kirsten Andersdatter Tonsberg. Datteren Margrethe Wilhelmine Hausmann (1686-1717) blev 1703 gift med halvfætteren Godske Hans von Brüggemann til Ulriksholm.

## Handelsmand og godsejer
Hausmann indrettede Ejdsfos Jernværk i Norge og fik 1703 for 12 år monopol på indførsel af stål og anlæg af stålværker. Han havde desuden andel i Årdals Kobberværk, som, da man fandt gulderts i gruberne, blev solgt til og højt betalt af kong Frederik IV. 
Han ejede Oslo Ladegård og Frogner Hovedgård og var en betydelig skibsreder og tømmerhandler.